# 久喜市商工会

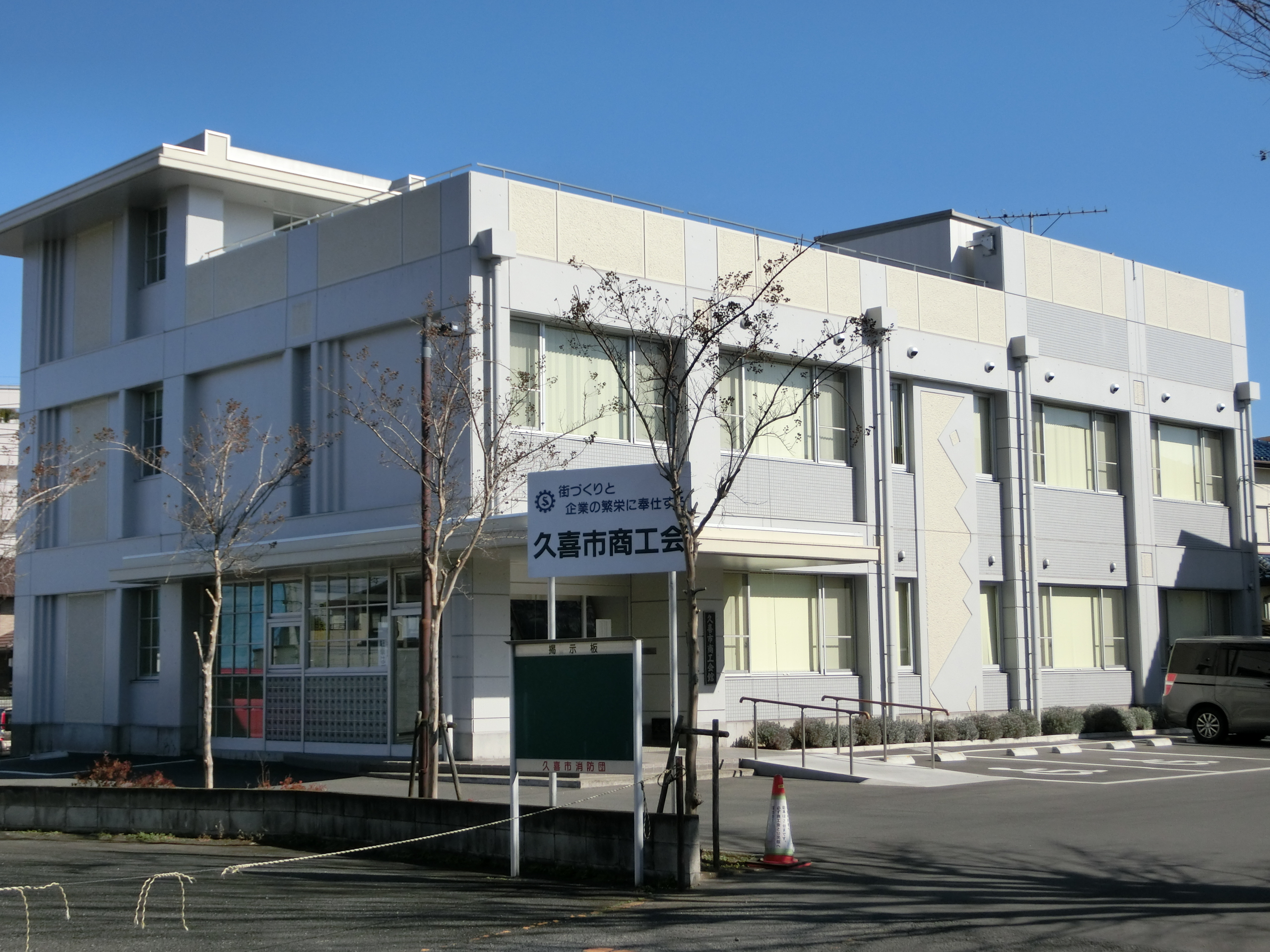
久喜市商工会本所

久喜市商工会（くきし しょうこうかい）は埼玉県久喜市の商工会である。

## 概要
久喜市商工会は、埼玉県久喜市の久喜区域（平成の大合併以前の旧久喜市域）の商工会であった。2010年（平成22年）3月23日の旧久喜市・旧南埼玉郡菖蒲町・旧北葛飾郡鷲宮町・旧北葛飾郡栗橋町の合併後も商工会は旧市町の範囲のまま存続したため、菖蒲区域・鷲宮区域・栗橋区域にもそれぞれ商工会が置かれていた。しかし、2012年（平成24年）6月29日には市内の4商工会の合併基本協定書調印式が行われ、2013年（平成25年）4月1日の新商工会設立を目標としていた。その後、2013年（平成25年）9月20日に久喜市商工会合併契約書調印式が行われ、予定より8ヶ月遅れの12月1日に新商工会が設立された。4商工会の合併後、会員数が約2,600名の全国で8番目・県内で4番目の規模となる商工会となった。

## 沿革
- 1907年（明治40年） - 4月12日、南埼玉郡久喜町に久喜商工会が設立される。
- 1960年（昭和35年） - 3月、久喜商道研究会が結成される。
- 1961年（昭和36年） - 1月26日、公益法人久喜町商工会が設立される。
- 1968年（昭和43年） - 3月、久喜駅前に共同商店ビルが完成する。
- 1971年（昭和46年） - 10月1日、南埼玉郡久喜町が久喜市となったのに併せ、久喜町商工会より久喜市商工会となる。
- 1977年（昭和52年） - 8月27日、産業祭りが実施される。
- 1981年（昭和56年） - 4月1日、青年部が設立される。
- 1985年（昭和60年） - 10月11日、女性部が設立される。
- 1986年（昭和61年） - 11月9日、第1回久喜市民まつりが行われる。
- 1988年（昭和63年） - 5月9日、久喜市商工会館が完成する。
- - 同年10月29日、ライブタウン認定商店街の認定を市内4ブロック商店会が受ける。
- 1991年（平成3年） - 12月7日ウィークエンド・バザールが久喜駅西口の6商店会にて実施される。
- 1992年（平成4年） - 5月1日、「久喜わいん　公方物語（梨ワイン）」の試作発表会が行われる。同日、『久喜ガイドマップ』が発刊される。
- - 同年11月29日、伝統芸能ふれあい広場が愛宕通り商店会にて実施される。
- - 同年12月12日、生涯学習フェアーが行われる。
- 1993年（平成5年） - 8月6日、七夕まつり出会いの広場が東口大通り商店会により実施される。
- - 同年10月3日、青葉ふれあい祭りが青葉中央商店会により実施される。
- 1995年（平成7年） - ポイントカード導入に関する調査計画策定事業が行われる。
- 1996年（平成8年） - 10月、久喜市商工会のホームページが開設される。
- - 同年11月4日、ふれあいカード（商店のポイントカード）を運営する久喜カード事業協同組合が商工会館別館に開設される。
- 1997年（平成9年） - 3月28日、「久喜クッキー」の試作発表が行われる。同日、『久喜ガイドマップ』が発刊される。
- 1998年（平成10年） - 3月、久喜市商工会のホームページがリニューアルされる。
- - 同年9月1日、共済制度推進室が商工会館別館に開設される。
- - 同年11月、記帳機械化LANシステムが導入される。
- 1999年（平成11年） - 10月1日、「ふれあい共済」の保障が開始される。
- 2000年（平成12年） - 6月、商工会館内LANシステムが完成する。
- 2001年（平成13年） - 5月、3階のマルチメディア研修室（パソコン研修室）が完成する。
- - 同年8月、第1回きやっせ久喜踊りコンクールが第50回久喜七夕まつりにて開催される。
- 2002年（平成14年） - 4月5日、BtoBサイト「彩の国夢工場」のオープニングセレモニーが行われる。
- - 同年7月、ちょうちんサブレが誕生する。
- 2004年（平成16年） - 3月、27品目が久喜市推奨特産品の認定を受ける。
- 2011年（平成23年） - 2月25日、久喜銀座商店会に「久喜まちの駅[5]」がプレオープンする。
- - 同年4月23日、「久喜まちの駅」がオープンする。
- 2012年（平成24年） - 6月29日、久喜市商工会・菖蒲商工会・鷲宮商工会・栗橋商工会の合併基本協定書調印式が行われる。
- 2013年（平成25年） - 9月20日、久喜市商工会館にて久喜市商工会合併契約書調印式が行われる。
- - 同年10月31日、「久喜まちの駅」が閉店となる。[6]
- - 同年12月1日、久喜市商工会・菖蒲商工会・鷲宮商工会・栗橋商工会が合併し、新しい久喜市商工会が設置される。旧3町の商工会は支所となる。
- - 同年12月2日、久喜市商工会館にて新久喜市商工会開所式が行われる。
- 2014年（平成26年） - 3月31日、久喜の飲食店サイト「くきぐる」がサービスの提供を終了する。

## 所在地
- 〒346-0003
- 埼玉県久喜市久喜中央4-7-20[7]

## 周辺
- イトーヨーカドー久喜店
- 中落堀川
- 馬場用水 - 現在は埋め立てられ、市道となっている。
- 御陣山児童遊園
- 御陣山遺跡
- 久喜市中央公民館
- 愛生会内科・婦人科クリニック
- 天王院
- 久喜幼稚園
- 久喜本町郵便局

## マスコットキャラクター
- 来久ちゃん（久喜市商工会のマスコットキャラ）[8] - 久喜の提灯祭りの提灯と久喜の木であるイチョウがモチーフ[9]。
- かがみん（久喜市商工会鷲宮支所のマスコットキャラ） - 『らき☆すた』の登場人物、柊かがみがモデル。
- 栗橋みなみ（久喜市商工会栗橋支所のマスコットキャラ） - 『鉄道むすめ』のキャラクター、栗橋みなみがモデル[10]。
- しょうぶパン鬼ー（久喜市商工会菖蒲支所のマスコットキャラ） - 菖蒲城址あやめ園の花菖蒲がモチーフ。